# Liste der Monuments historiques in Brevilliers
Die Liste der Monuments historiques in Brevilliers führt die Monuments historiques in der französischen Gemeinde Brevilliers auf.

## Liste der Immobilien
| Bezeichnung         | Beschreibung      | Standort                    | Kennzeichnung | Schutzstatus | Datum | Bild           |
| ------------------- | ----------------- | --------------------------- | ------------- | ------------ | ----- | -------------- |
| Dolmen des Issières | jungsteinzeitlich | südöstlich des Ortes (Lage) | PA00102125    | Classé       | 1979  | weitere Bilder |

## Liste der Objekte
| Bezeichnung      | Beschreibung                                                                | Standort                          | Kennzeichnung | Schutzstatus | Datum | Bild |
| ---------------- | --------------------------------------------------------------------------- | --------------------------------- | ------------- | ------------ | ----- | ---- |
| Abendmahlskanne  | Zinn, bezeichnet 1695, Zinngießer Jacques Tuefferd                          | in der lutherischen Kirche (Lage) | PM70000175    | Classé       | 1961  |      |
| Patene           | Zinn, zweite Hälfte des 18. Jahrhunderts, Zinngießer Georges-Samuel Perrand | in der lutherischen Kirche (Lage) | PM70000176    | Classé       | 1961  |      |
| Kelch            | Zinn, zweite Hälfte des 18. Jahrhunderts, Zinngießer Georges-Samuel Perrand | in der lutherischen Kirche (Lage) | PM70000177    | Classé       | 1961  |      |
| Kelch und Patene | Silber, Anfang des 19. Jahrhunderts                                         | in der lutherischen Kirche (Lage) | PM70000178    | Classé       | 1980  |      |